# Tout pour être heureux (film)
Pour les articles homonymes, voir Tout pour être heureux (homonymie).
Pour plus de détails, voir Fiche technique et Distribution.
Tout pour être heureux est un film français réalisé par Cyril Gelblat, sorti en 2016.

## Synopsis
Antoine va sur ses 40 ans. Ce père de famille ne s’est jamais réellement senti investi dans l'éducation de ses filles, âgées de 5 et 9 ans. Sa femme, Alice, le traite comme le troisième enfant de la famille, ce qu'il mérite totalement ! Il s'intéresse plus à la musique mais ne rencontre aucun succès. Il est viré de chez lui.
Un jour, Alice lui confie par surprise ses deux filles. Pendant quelques jours, Antoine va devoir exercer son rôle de père, qu'il n'a jamais assumé, tout en remplaçant Alice.

## Fiche technique
Sauf indication contraire, les informations mentionnées dans cette section peuvent être confirmées par la base de données cinématographiques IMDb,  présente dans la section « Liens externes ».
- Titre original : Tout pour être heureux
- Réalisation et scénario : Cyril Gelblat, d'après le roman Un coup à prendre de Xavier de Moulins
- Décors : Philippe Chiffre
- Costumes : Isabelle Mathieu
- Photographie : Pierre-Hugues Galien
- Montage : Stephan Couturier (source générique)
- Musique : Laurent Perez
- Production : Laetitia Galitzine et Philippe Rousselet
- Sociétés de production : Chapka Films, Vendôme Production, avec la participation de France 2 Cinéma, Le Club des Producteurs du Cinéma Français, Ciné +, TF1 Droits Audiovisuels, Cofinova 11
- Société de distribution : Mars Distribution (France)
- Budget : 3,8M€[1]
- Pays d'origine :  France
- Langue originale : français
- Format : couleur - 2.35:1
- Genre : comédie
- Durée : 97 minutes
- Dates de sortie[2] :
  -  France : 15 janvier 2016 (festival international du film de comédie de l'Alpe d'Huez 2016)
  -  France : 13 avril 2016 (sortie nationale)

## Distribution
Sauf indication contraire, les informations mentionnées dans cette section peuvent être confirmées par la base de données cinématographiques Allociné,  présente dans la section « Liens externes ».
- Manu Payet : Antoine Nadjari
- Audrey Lamy : Alice
- Aure Atika : Judith
- Pascal Demolon : Étienne
- Bruno Clairefond : Bébert
- Joe Bel : Angélique
- Rafaèle Gelblat : Rafaelle
- Jaïa Caltagirone : Léonie
- Vanessa Guide : Eva
- Antoine de Caunes : lui-même
- Sophie Cattani : La médiatrice
- Alexis Michalik : Guillaume
- Nicky Marbot : le patron de café
- Swen-Love Benfares-Gueye : Salomon
- Amandine Maugy : Priscilla, la jeune fille Vélib'
- Alix Poisson : l'agent immobilier
- Victoria Olloqui : la fille à la webcam

## Production

### Genèse et développement
Le film est une adaptation, plutôt libre, du roman Un coup à prendre de Xavier de Moulins. Cyril Gelblat venait d'avoir un enfant, tout comme la productrice Laetitia Galitzine. Ils ont alors cherché un sujet pour faire un film commun :

« Dans ma vie personnelle, j’étais un jeune papa, surinvesti, qui s’occupait de son enfant pendant que sa femme travaillait, et qui emmenait sa fille tous les matins à la crèche en constatant que j’étais le seul homme à le faire ! Un ami médecin et écrivain, Laurent Seksik, m’a alors parlé d’une étude récente parue dans Nature, LA revue médicale d’Harvard, disant que les pères se féminisaient à la naissance de leur premier enfant ! Nous sécrétons parait-il moins de testostérone et plus de phéromones… Un matin, en revenant de la crèche, j’ai entendu Xavier parler de son livre à la radio et j’ai ramené ce qu’il disait à mon existence… »

— Cyril Gelblat

### Tournage
Sauf indication contraire, les informations mentionnées dans cette section peuvent être confirmées par le générique de fin de l'œuvre audiovisuelle présentée ici, ainsi que par la base de données cinématographiques IMDb,  présente dans la section « Liens externes ».
Le tournage a eu lieu à Paris.
La scène de pré-générique est tournée sur la promenade des anglais, à Nice.

### Bande originale
| No. | Titre                             | Artiste                | Durée |
| --- | --------------------------------- | ---------------------- | ----- |
| 1.  | Stronger (Live Film Version)      | Joe Bel                | 3:16  |
| 2.  | New Hope                          | A.L.B.E.R.T            | 1:31  |
| 3.  | Isabelle                          | A.L.B.E.R.T            | 2:06  |
| 4.  | Hit the Roads (Live Film Version) | Joe Bel                | 2:50  |
| 5.  | No No (Live Film Version)         | Joe Bel                | 3:01  |
| 6.  | Anything Less                     | We Are Enfant Terrible | 3:57  |
| 7.  | Hard Night                        | Hotel                  | 3:21  |
| 8.  | In The City (Live Film Version)   | Joe Bel                | 2:25  |
| 9.  | So Young                          | A.L.B.E.R.T            | 4:13  |
| 10. | Amiante                           | A.L.B.E.R.T            | 3:23  |
| 11. | A While (Free)                    | Joe Bel                | 4:58  |
| 12. | Jolene                            | Ray LaMontagne         | 4:08  |
| 13. | Soft Adolescence                  | A.L.B.E.R.T            | 2:52  |
| 14. | Salut les Amoureux                | Joe Bel                | 5:26  |
| 15. | Hit The Roads (Radio Edit)        | Joe Bel                | 3:02  |

## Distinctions
- Festival du film de Cabourg 2016 : Swann d'or du meilleur acteur pour Manu Payet